# Roman Dębski
Roman Dębski (ur. 1 marca 1948 w Łodzi) – polski operator filmowy, reżyser i scenarzysta.

## Życiorys
Jest absolwentem Wydziału Operatorskiego Państwowej Wyższej Szkoły Filmowej, Telewizyjnej i Teatralnej w Łodzi (1976), od 1977 pracownikiem Wytwórni Filmów Oświatowych w Łodzi. Jest współautorem zdjęć i autorem ponad 70 filmów dokumentalnych i przyrodniczych oraz około 200 odcinków programów telewizyjnych („Klub Pana Rysia”, „Wehikuł czasu”, „Julek i zwierzęta”). W latach 2006–2016 pracował jako nauczyciel w XXXIV Liceum Ogólnokształcącym w Łodzi, w którym uczył wiedzy o kulturze w klasie o profilu reżysersko-operatorskim.
Jest współzałożycielem powstałego w 1993 roku Stowarzyszenia „Film – Przyroda – Kultura” mającego na celu edukację ekologiczną i przyrodniczą dzieci i młodzieży. Należy do Stowarzyszenia Filmowców Polskich.

## Wyróżnienia
- Odznaka „Zasłużony Działacz Kultury” (1990)[3],
- Odznaka honorowa „Za Zasługi dla Ochrony Środowiska i Gospodarki Wodnej” (1992),
- Medal im. prof. Bolesława Hryniewieckiego (1995) – za upowszechnianie wiedzy botanicznej przyznany przez Polskie Towarzystwo Botaniczne[1],
- Nagroda II stopnia Prezydenta Miasta Łodzi (2010)[3] – za szczególne osiągnięcia w pracy na rzecz rozwoju oświaty i wychowania młodego pokolenia Polaków,
- Srebrny Medal „Zasłużony Kulturze Gloria Artis” (2019)[1],
- Nagroda specjalna organizatorów Międzynarodowego Festiwalu Sztuk Wizualnych Inspirowanych Naturą „Sztuka Natury” (2021) za znaczący wkład w rozwój polskiej fotografii i filmu przyrodniczego[3].